# 289
289是288與290之間的自然數。

## 在數學中
- 合數，正因數有1、17和289。
質因數分解為{\displaystyle 17^{2}}。
- 虧數，真因數和為18，虧度為271。
- 第90個半質數。前一個為287、下一個為291。
- 第17個平方數，為17的平方。前一個為256、下一個為324。
- 十进制的等數位數。
- 中心八邊形數（英语：Centered octagonal number）
- 幸運數
- 傅利曼數：{\displaystyle 289=(8+9)^{2}}

## 在人類文化中
- 皇家香港軍團 (義勇軍)在香港保衛戰中合計有289名團員陣亡或失蹤
- 在華沙電台廣播塔倒塌之後，使用了兩根新天線塔，每根高達289公尺
- 安大略省的部分地區北美洲電話區號為289

## 在地理中
- 西表島的面積有289平方公里，是日本沖繩縣第二大島
- 鹿兒島市全市面積289平方公里
- 安斯菲爾登是奧地利的一個城市，平均高度289公尺

## 在科學中
- 289Fl是目前所知鈇中最穩定的同位素，半衰期達1.1分

## 在天文中
- NGC 289 是玉夫座的一個星系
- IC 289是仙后座的一個行星狀星雲

## 在其他領域中
- 西元289年和前289年